# エクソ・イオ

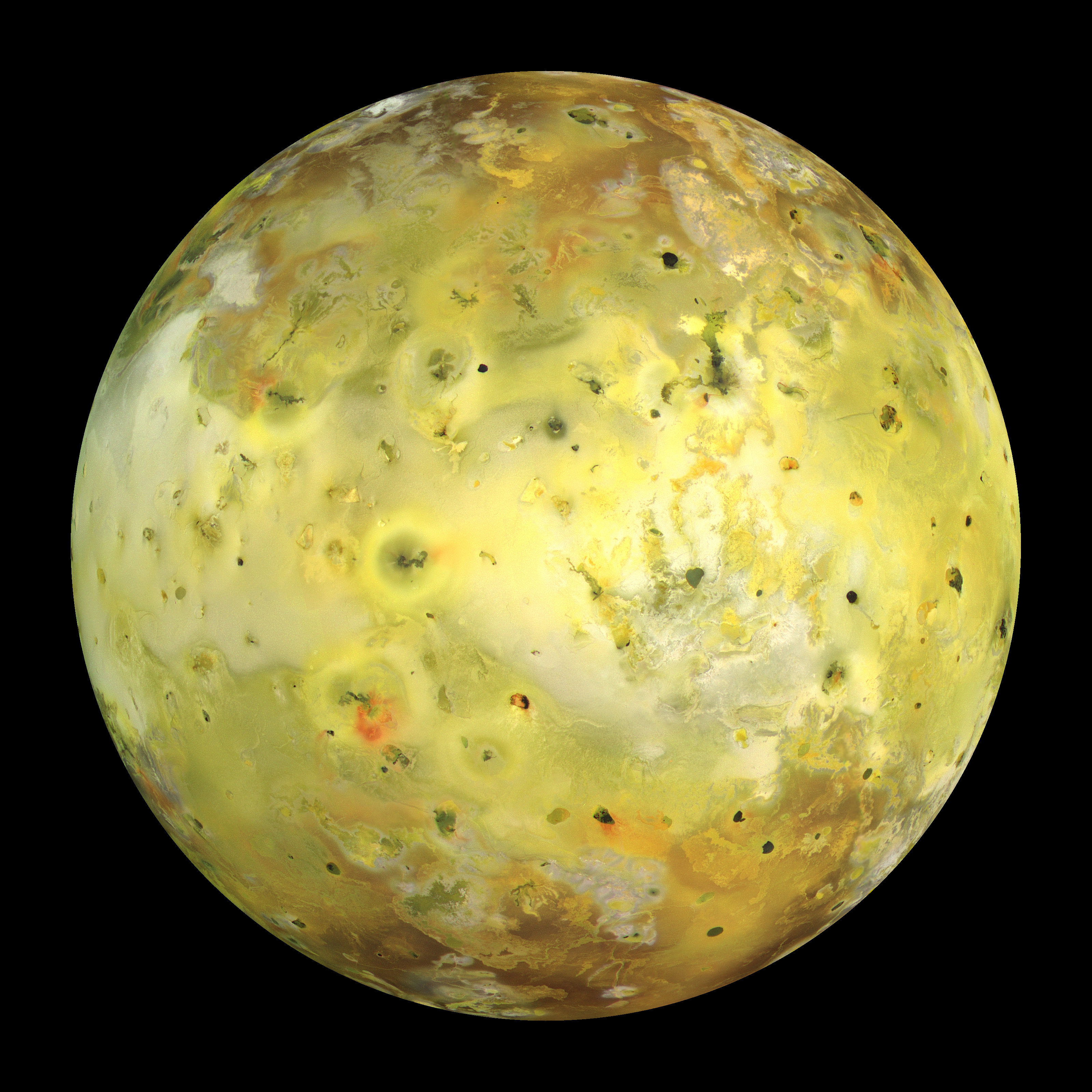
木星の衛星イオの画像。

エクソ・イオとは、イオに似た太陽系外衛星の種類である。いくつか候補天体が検出されている。

## 概要
木星の衛星であるイオは地質学的にも活動的な衛星であり400以上の火山が存在していることが判明している。このイオのような天体は太陽系外衛星でも存在すると予測されている。しかし現在、従来の望遠鏡では決定的な証拠は見つかっていない。しかし、イオのような衛星から放出されるナトリウムとカリウムを観測することによってエクソ・イオを検出できる可能性がある。なお、候補となる天体は検出されているが、実際にこれらの天体で火山活動が行われていると断言するためには更なる証拠が必要である。

## 候補天体
現在、HAT-P-1b、HAT-P-12b、HD 189733 b、HD 209458 b、WASP-6b、WASP-17b、WASP-31b、WASP-39b、WASP-49b、WASP-52b、WASP-69b、WASP-76b、WASP-96b、XO-2Nbの周囲からナトリウムやカリウムが検出されており、衛星の存在も予測されている。

### WASP-49b I
太陽系外惑星WASP-49bには大気の観測によってナトリウムガスが含まれていることが判明した。このナトリウムガスは惑星から遠い位置に存在しており、惑星のみの影響である可能性は低く、これはエクソ・イオである太陽系外衛星WASP-49b Iが近くに存在する可能性があることを示唆している。潮汐作用によりエクソ・イオの内部は過熱され火山活動が発生し、大量のそのような物質を放出するとされている。WASP-49bの衛星が実際に存在する場合、これは最初に発見されたエクソ・イオとなる。衛星の表面には火山があり、溶岩が溶けた状態であるとされている。